# Clystea fulvicauda
Clystea fulvicauda là một loài bướm đêm thuộc phân họ Arctiinae, họ Erebidae.